# و کشتی به راهش ادامه می‌دهد
و کشتی به راهش ادامه می‌دهد (ایتالیایی: E la nave va) یک فیلم کمدی درام به کارگردانی فدریکو فلینی محصول سال ۱۹۸۳ است.
این فیلم در بخش بهترین فیلم خارجی‌زبان ایتالیایی در پنجاه و ششمین دوره جوایز اسکار حضور داشت، اما به عنوان نامزد پذیرفته نشد.

## بازیگران
- فردی جونز
- باربارا جفورد
- الیسا مایناردی
- پینا باوش
- جنت سوزمن
- فرد ویلیامز
- فیلیپ لوک
- کالین هیگینس
- فرانچسکو ماسلی
- پائولو پائولینی
- فرانکو آنگریزانو
- نورما وست